# 200 mètres papillon féminin aux Jeux olympiques d'été de 2020
Navigation
Rio 2016 Paris 2024
Le 200 m papillon femmes est une épreuve des Jeux olympiques d'été de 2020 qui a eu lieu entre les 27 et 29 juillet 2021, au Centre aquatique olympique de Tokyo.

## Records
Avant les Jeux olympiques d'été de 2020, les records étaient les suivants :
| Record du monde  | 2:01.81 | Zige Liu (CHN)     | 21 octobre 2009 | Jinan   |
| Record olympique | 2:04.06 | Jiao Liuyang (CHN) | 1er août 2012   | Londres |

## Programme
Heure locale (UTC+9)
| Date       | Heure | Tour         |
| ---------- | ----- | ------------ |
| 27 juillet | 19:25 | Séries       |
| 28 juillet | 10:57 | Demi-finales |
| 29 juillet | 11:28 | Finale       |

## Résultats

### Séries
Les seize meilleurs temps, indépendamment de leur série, sont qualifiées pour les demi-finales.
| Rang | Série | Ligne | Nom                  | Nationalité     | Temps   | Remarques |
| ---- | ----- | ----- | -------------------- | --------------- | ------- | --------- |
| 1    | 3     | 4     | Zhang Yufei          | Chine           | 2:07.50 | Q         |
| 2    | 2     | 4     | Hali Flickinger      | États-Unis      | 2:08.31 | Q         |
| 3    | 1     | 5     | Liyan Yu             | Chine           | 2:08.36 | Q         |
| 4    | 1     | 4     | Regan Smith          | États-Unis      | 2:08.46 | Q         |
| 5    | 3     | 5     | Boglárka Kapás       | Hongrie         | 2:08.58 | Q         |
| 6    | 1     | 6     | Svetlana Chimrova    | ROC             | 2:08.84 | Q         |
| 7    | 3     | 3     | Laura Stephens       | Grande-Bretagne | 2:09.00 | Q         |
| 8    | 2     | 6     | Alys Margaret Thomas | Grande-Bretagne | 2:09.06 | Q         |
| 9    | 2     | 3     | Brianna Throssell    | Australie       | 2:09.34 | Q         |
| 10   | 2     | 2     | Helena Bach          | Danemark        | 2:09.37 | Q         |
| 11   | 3     | 6     | Franziska Hentke     | Allemagne       | 2:09.98 | Q         |
| 12   | 1     | 2     | Defne Tacyildiz      | Turquie         | 2:10.00 | Q         |
| 13   | 1     | 3     | Suzuka Hasegawa      | Japon           | 2:10.43 | Q         |
| 14   | 3     | 2     | Ana Monteiro         | Portugal        | 2:11.45 | Q         |
| 15   | 3     | 7     | Remedy Rule          | Philippines     | 2:12.23 | Q         |
| 16   | 2     | 7     | Julimar Ávila Mancia | Honduras        | 2:15.36 | Q         |
| -    | 2     | 5     | Katinka Hosszú       | Hongrie         | DNS     |           |

### Demi-finales
Les huit meilleurs temps, indépendamment de leur série, se qualifient pour la finale.
| Rang | Série | Ligne | Nom                  | Nationalité     | Temps   | Remarques |
| ---- | ----- | ----- | -------------------- | --------------- | ------- | --------- |
| 1    | 2     | 4     | Zhang Yufei          | Chine           | 2:04.89 | Q         |
| 2    | 1     | 4     | Hali Flickinger      | États-Unis      | 2:06.23 | Q, NR     |
| 3    | 2     | 3     | Boglárka Kapás       | Hongrie         | 2:06.59 | Q         |
| 4    | 1     | 5     | Regan Smith          | États-Unis      | 2:06.64 | Q         |
| 5    | 2     | 5     | Lyian Yu             | Chine           | 2:07.04 | Q         |
| 6    | 2     | 2     | Brianna Throssell    | Australie       | 2:08.41 | Q         |
| 7    | 1     | 3     | Svetlana Chimrova    | ROC             | 2:08.62 | Q         |
| 8    | 1     | 6     | Alys Margaret Thomas | Grande-Bretagne | 2:09.07 | Q         |
| 9    | 2     | 1     | Suzuka Hasegawa      | Japon           | 2:09.42 |           |
| 10   | 2     | 6     | Laura Stephens       | Grande-Bretagne | 2:09.49 |           |
| 11   | 1     | 1     | Ana Monteiro         | Portugal        | 2:09.82 |           |
| 12   | 1     | 2     | Helena Bach          | Danemark        | 2:10.05 |           |
| 13   | 2     | 7     | Franziska Hentke     | Allemagne       | 2:10.89 |           |
| 14   | 1     | 7     | Defne Tacyildiz      | Turquie         | 2:11.27 |           |
| 15   | 2     | 8     | Remedy Rule          | Philippines     | 2:12.89 |           |
| 16   | 7     | 8     | Juvila Ávila Mancia  | Honduras        | 2:16.38 |           |

### Finale
| Rang                                | Ligne | Nom                  | Nationalité     | Temps   | Remarques |
| ----------------------------------- | ----- | -------------------- | --------------- | ------- | --------- |
| Médaille d'or, Jeux olympiques      | 4     | Zhang Yufei          | Chine           | 2:03.86 | OR        |
| Médaille d'argent, Jeux olympiques  | 6     | Regan Smith          | États-Unis      | 2:05.30 |           |
| Médaille de bronze, Jeux olympiques | 5     | Hali Flickinger      | États-Unis      | 2:05.65 |           |
| 4                                   | 3     | Boglárka Kapás       | Hongrie         | 2:06.53 |           |
| 5                                   | 1     | Svetlana Chimrova    | ROC             | 2:07.70 |           |
| 6                                   | 2     | Liyan Yu             | Chine           | 2:07.85 |           |
| 7                                   | 8     | Alys Margaret Thomas | Grande-Bretagne | 2:07.90 |           |
| 8                                   | 7     | Brianna Throssell    | Australie       | 2:09.48 |           |